# ميسيل فييرا مارتينيز
ميسيل فييرا مارتينيز (بالإنجليزية: Angel Viera Martínez)‏ هو سياسي أمريكي، ولد في 1915 في الولايات المتحدة، وتوفي في 2005 في بورتوريكو. حزبياً، نشط في الحزب التقدمي الجديد.